# Caledoniscincus pelletieri
Caledoniscincus pelletieri — вид сцинкоподібних ящірок родини сцинкових (Scincidae). Ендемік Нової Каледонії.

## Поширення і екологія
Caledoniscincus pelletieri відомі з двох місцевостей, розташованих в гірських масивах Тієбагі і Каала на території Північної провінції Нової Каледонії, на висоті від 420 до 500 м над рівнем моря. Вони живуть в залишках тропічного лісу та в чагарникових заростях макі.

## Збереження
МСОП класифікує цей вид як такий, що перебуває під загрозою зникнення. Caledoniscincus constellatus загрожує знищення природного середовища та хижацтво з боку інтродукованих кішок і мурах Wasmannia auropunctata.